# 元朗平原

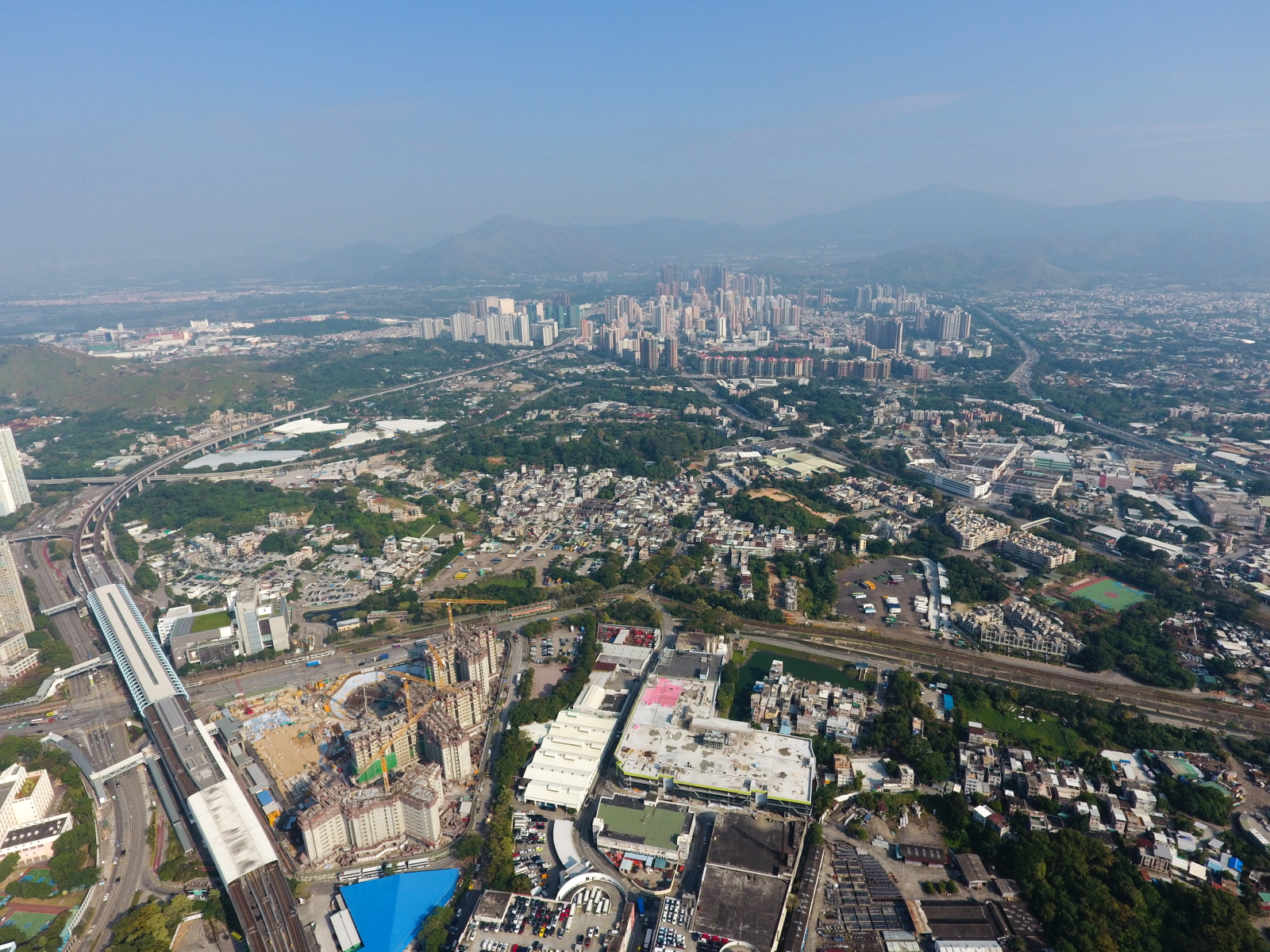
元朗平原

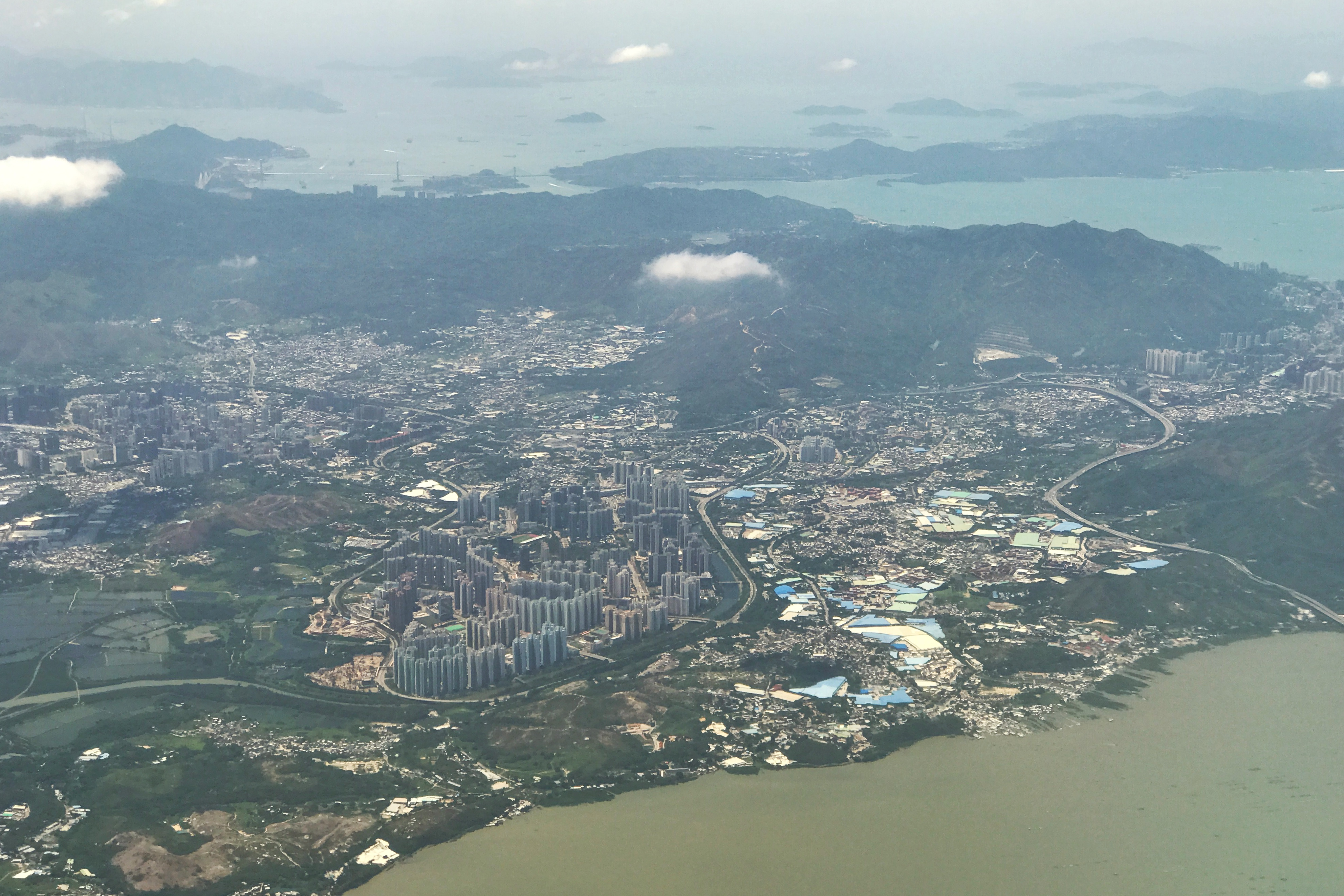
从深圳上空俯瞰元朗平原

元朗平原位於香港新界西北部元朗區，是香港最大沖積平原，大約形成於唐、宋年間，面積達144.3平方公里，中間被凹頭附近眾山分成元朗及錦田兩部份，元朗部份包括元朗市中心、橫洲、髻山、十八鄉、凹頭、南生圍、天水圍、流浮山、屏山、洪水橋、廈村、白泥，錦田部份則包括新田、落馬洲、米埔、錦田、石崗及八鄉等地。
元朗平原昔日為廣大面積的耕地及濕地，部份用地現已發展成為元朗新市鎮及天水圍新市鎮。
元朗是在一個寬廣肥沃的河流氾濫平原和潮區泥灘上填土而成。
1979年，工務司署地政測量處繪製的香港地質圖，元朗平原主要由第四紀更新世至近代的地表沉積物、以及屬於中生界中及下侏羅統的變質沉積岩及火山岩構成。變質岩的分佈，位於橫洲，及從南至北由屯門、藍地到廈村一帶的山嶺，以及由東至西由文錦渡到羅湖、古洞到落馬洲一帶。過往，元朗出產的大理石在香港很著名。

## 外部連結
- 元朗區議會
- 元朗區分界圖 （页面存档备份，存于）
- 元朗網站 Yuen Long Special （页面存档备份，存于）
- YL.hk-討論區
- 元朗遊記 The Incredible Journey of Yuen Long